# Rugby Noceto Football Club
Il Rugby Noceto Football Club è una società cooperativa sportiva dilettantistica italiana di rugby a 15 con sede a Noceto, in provincia di Parma.
Fondato nel 1971, il club ha partecipato a sei edizioni del campionato italiano di massima divisione durante gli anni 1980, salvo poi essere rappresentato dal sodalizio Gr.A.N. Rugby nel Super 10 degli anni 2000 e dalla stagione d'Eccellenza 2010-11 a quella 2012-13 dalla franchigia dei Crociati.

## Storia

### Le origini
Il Rugby Noceto venne fondato nel 1971 da alcuni giovani del paese amanti di questo sport; dopo alcuni anni di pionierismo, la Società venne riorganizzata verso una visione più professionale dall'aquilano Giorgio Cipolla, poi presidente onorario del club, che, intuite le grandi potenzialità che il rugby avrebbe potuto esprimere nel contesto del paese, si impegnò per raggiungere obiettivi ambiziosi.
La palla ovale attecchì in maniera inaspettata tra i giovani nocetani, preludio dei primi risultati: al termine della stagione sportiva 1977-78 il club centrò la prima storica promozione in serie B.

### Tra prima e seconda divisione
Trascorse tre annate in serie B, al termine della stagione 1980-81 la squadra venne promossa in serie A. Il Noceto disputò tre stagioni consecutive in massima serie dal 1981-82 al 1983-84, raggiungendo sempre la salvezza sul campo. Seguì un periodo altalenante fino agli anni 1990, in cui la formazione oscillò tra prima divisione e serie cadetta alternando promozioni e retrocessioni.
Durante gli anni novanta i nocetani militarono stabilmente in serie A2 per sei stagioni consecutive, ma nel 1996-97 al termine del campionato coincise la relegazione in serie B.
Furono gli anni in cui si distinsero giocatori come: Giancarlo Cucchiella, Massimo Giovanelli e Daniele Tebaldi, e poi Filippo Frati e Tiaan Strauss.

### Il sodalizio Gr.A.N. Rugby
Nell'estate del 1999 Noceto e Amatori Parma, rispettivamente in serie B e serie A2, diedero vita ad un progetto volto a raggiungere l'alto livello nel rugby italiano senza snaturare la propria identità e i propri settori giovanili. Nacque così il Gruppo Amatori Noceto Rugby, abbreviato nell'acronimo Gr.A.N. Rugby, che, al primo anno di vita sotto la presidenza di Francesco Ruffolo, guadagnò subito la promozione in serie A1, dominando la poule promozione con 8 vittorie su 10 incontri disputati.
Al primo anno in serie A1 il GRAN si classificò secondo nelle poule salvezza, dopo il 5º posto della prima fase, guadagnando la partecipazione al Super 10 dalla stagione successiva. Con l'avvento del Super 10, l'era del professionismo, i parmensi presero parte per la prima volta alle coppe europee, esordendo in European Challenge Cup a Caerphilly; mentre, per la prima vittoria, si dovette attendere la stagione seguente, quando allo stadio Lanfranchi di viale Piacenza il GRAN ebbe la meglio sui francesi del Pau con il punteggio di 21-16.
Successivamente il club partecipò ad ogni stagione alle competizioni europee fino al 2008, anno dell'ultima apparizione nella Challenge Cup. Dalla stagione di Super 10 2005-06 Andrea Bandini divenne presidente, pertanto la gestione economica e tecnica della Società passò in capo all'Amatori Parma, con Noceto che collaborò al sodalizio ancora per due stagioni.

### La ricostituzione della prima squadra
Nel 2005 venne ricostituita la prima squadra con iscrizione al campionato di serie C. In cinque stagioni il Noceto raggiunse la promozione in massima divisione al termine del biennio 2009-10, centrando quattro promozioni consecutive; sulla panchina sedette il tecnico Filippo Frati, ex giocatore del club e della nazionale italiana, che in tre annate portò i nocetani dalla serie A2 all'Eccellenza.

### La franchigia dei Crociati
Nell'estate 2010, a seguito della promozione in Eccellenza, Noceto e Parma decisero di unire le forze a livello seniores e Under-20 per dare vita alla franchigia dei Crociati Rugby Football Club e partecipare al campionato e alla Challenge Cup con un'unica formazione.
A livello seniores il club ripartì dal campionato di serie C, centrando immediatamente la promozione in serie B sotto la guida tecnica di Peter Lewis e Roberto Viappiani. Nel 2013-14 sfiorò l'accesso alle semifinali per la promozione in serie A, chiudendo il campionato con il campo Nando Capra inviolato. Dopo cinque stagioni di militanza in serie B, al termine del 2015-16 il Rugby Noceto, sotto la guida del nuovo allenatore Leone Larini coadiuvato da Alessandro Guerci e Gian Marco Pulli, concluse la prima fase a gironi da imbattuto ottenendo la promozione battendo il VII Rugby Torino.

## Cronistoria
| Cronistoria del Noceto Rugby Football Club |
| --- |
| - 1971 · Fondazione del Noceto Rugby F.C. - 1971-72 · Serie C - 1972-73 · Serie C - 1973-74 · Serie C - 1974-75 · Serie C - 1975-76 · Serie C - 1976-77 · Serie C - 1977-78 · Serie C promozione in serie B - 1978-79 · Serie B - 1979-80 · Serie B - 1980-81 · Serie B promozione in serie A - 1981-82 · 2º girone A serie A; 4º girone B Eccellenza, 1º poule salvezza 1 - 1982-83 · 7º girone B serie A; 2º poule salvezza - 1983-84 · 7º girone B serie A; 7º poule salvezza retrocessione in serie B - 1984-85 · Serie B promozione in serie A - 1985-86 · 8º girone A serie A; 8º poule salvezza retrocessione in serie A2 - 1986-87 · 10º serie A2 - 1987-88 · 2º serie A2 promozione in serie A1 - 1988-89 · 10º serie A1 retrocessione in serie A2 - 1989-90 · 2º serie A2 promozione in serie A1 - 1990-91 · 12º serie A1 retrocessione in serie A2 - 1991-92 · 4º serie A2; spareggi play-off promozione - 1992-93 · 11º serie A2 ripescaggio in serie A2 - 1993-94 · 7º girone A serie A2, 1º poule salvezza 1 - 1994-95 · 2º girone A serie A2, 5º poule promozione 1 - 1995-96 · 6º girone B serie A2, 2º poule salvezza 1 - 1996-97 · 7º girone A serie A2, 3º poule salvezza 2 retrocessione in serie B - 1997-98 · Serie B - 1998-99 · Serie B - 1999 · Collaborazione con l'Amatori Parma; nascita del sodalizio GRAN Parma - 2005 · Ricostituzione della prima squadra - 2005-06 · 1º girone 1 serie C Emilia Romagna promozione in serie B - 2006-07 · 2º girone B serie B promozione in serie A2 - 2007-08 · 6º serie A2 - 2008-09 · 1º serie A2 promozione in serie A1 - 2009-10 · 1º serie A1 promozione in Eccellenza - 2010 · Collaborazione con il Parma; costituzione della franchigia Crociati - 2010-11 · 1º serie C Elite promozione in serie B - 2011-12 · 4º girone B serie B - 2012-13 · 4º girone B serie B - 2013-14 · 3º girone B serie B - 2014-15 · 2º girone 2 pool 1 serie B; pool promozione - 2015-16 · 1º girone 2 pool 1 serie B; pool promozione promozione in serie A - 2016-17 · 4º girone 1 serie A; 4º pool retrocessione 1 - 2017-18 · 3º girone 2 serie A; 4º pool promozione 2 - 2018-19 · 2º girone 2 serie A; 2º barrage play-off - 2019-20 · Campionato serie A sospeso - 2020-21 · Campionato serie A non disputato - 2021-22 · 4º girone 3 serie A - 2022-23 · 2º girone 1 serie A - 2023-24 · 7º girone 1 serie A - 2024-25 · 4º girone 2 serie A |

## Colori e simboli
I colori sociali del club sono il giallo ed il blu.
Il simbolo del club è il Don Chisciotte di Miguel de Cervantes, rappresentato sullo stemma societario già pochi anni dopo la fondazione come emblema di follia da parte di un piccolo paese provinciale di poter ambire ai vertici del rugby italiano.

## Settore giovanile
Il Rugby Noceto presenta un nutrito settore giovanile, capillare in tutte le categorie sia nel mini rugby sia nel settore juniores.
Nel 2001-02 e nel 2009-10 le formazioni Under-17/18 disputarono la finale per il titolo di campione d'Italia di categoria, cedendo rispettivamente 10-27 a Rovigo e 8-9 al Tarvisium; mentre nel 2006-07 fu finalista la formazione Under-15 sponsorizzata Coop, superata per 5-44 dal Petrarca.

### Attività di propaganda
La società vanta un'attività di propaganda a livello scolastico su tutto il territorio nocetano e non solo. Attualmente, l'attività vede coinvolti gli istituti scolastici primari dei comuni di Noceto e Medesano e prevede, inoltre, attività scolastiche ed extra scolastiche, come ad esempio partecipazioni a fiere sportive nelle città di Collecchio e Salsomaggiore.

## Giocatori di rilievo
Tra i giocatori di maggiore rilievo internazionale selezionati nella nazionale italiana durante la militanza nel club, si ricordano: Massimo Giovanelli e Daniele Tebaldi.
Fra gli altri giocatori di maggiore importanza internazionale che hanno vestito le divise del club nocetano, si annoverano: Giancarlo Cucchiella, Filippo Frati, Stefano Romagnoli, Tiaan Strauss, campione del mondo 1999 col Sudafrica, Tito Tebaldi, Marcello Violi.